# 三豊市観音寺市学校組合立三豊中学校
三豊市観音寺市学校組合立三豊中学校（みとよしかんおんじしがっこうくみあいりつ みとよちゅうがっこう）は、香川県三豊市山本町辻876番地にある公立中学校。

## 沿革
- 1950年(昭和25年)4月-三豊郡中部五か村立三豊中学校として開校。
- 1952年(昭和27年)12月-校歌制定。
- 1956年(昭和31年)4月-三豊郡山本村外一市一村学校組合立三豊中学校と改称。
- 1956年(昭和31年)10月-三豊郡山本村観音寺市学校組合立三豊中学校と改称。
- 1957年(昭和32年)11月-三豊郡山本町観音寺市学校組合立三豊中学校と改称。
- 1977年(昭和52年)11月-新校舎竣工。
- 2006年(平成18年)1月-三豊市観音寺市学校組合立三豊中学校と改称。
- 2010年(平成22年)11月-創立60周年記念式典挙行・記念誌発行。

## 校区
三豊市山本町
観音寺市:新田町、原町、池之尻町、中田井町、本大町、古川町、吉岡町、木之郷町488番地27～33

## 校区内の主な施設
- 三豊市山本支所

## 通学区域が隣接している学校
- 三豊市立和光中学校
- まんのう町立満濃中学校
- 三豊市立高瀬中学校
- 三豊市立豊中中学校
- 観音寺市立中部中学校
- （徳島県）三好市立池田中学校